# امرأة بين الأمواج (لوحة)
امرأة بين الأمواج (بالفرنسية: La Femme à la vague)‏ هي لوحة رسمها غوستاف كوربيه عام 1868، ومحفوظة حالياً في متحف المتروبوليتان للفنون بنيويورك.
تشتهر الصورة بأسلوبها الواقعي في رسم ثنيات الجسم وتتبع شعر الإبط للموديل. اللوحة معروضة في المعرض 811 بمتحف المتروبوليتان للفنون.